# 西蒙風
西蒙风，是指在阿拉伯半岛和撒哈拉出现的极端干热的小规模旋风。温度常达55℃，而相對濕度有时低于10％。西蒙风是在晴朗无云、地面急剧增热时所产生的。